# Shane Archbold
Shane William Archbold (Timaru, 2 februari 1989) is een Nieuw-Zeelands voormalig baan- en wegwielrenner die zijn carrière in 2023 afsloot bij BORA-hansgrohe. Na zijn actieve carrière werd hij ploegleider bij diezelfde ploeg.

## Carrière
In 2016 nam Archbold voor het eerst deel aan de Ronde van Frankrijk. In de zeventiende etappe kwam de Nieuw-Zeelander zwaar ten val, maar haalde desondanks de finish van deze etappe. Na afloop van deze zware etappe door de Zwitserse Alpen, bleek echter dat Archbold zijn bekken had gebroken. De volgende dag ging hij niet meer van start.

## Palmares

### Baanwielrennen
| Jaar | N-ZK                                         | OK                   | WK     | OS | WB                                                                   | Overig                                             |
| ---- | -------------------------------------------- | -------------------- | ------ | -- | -------------------------------------------------------------------- | -------------------------------------------------- |
| 2007 |                                              | ploegenachtervolging |        |    |                                                                      |                                                    |
| 2008 |                                              |                      |        |    |                                                                      |                                                    |
| 2009 | ploegkoers                                   |                      |        |    |                                                                      |                                                    |
| 2010 |                                              | omnium               |        |    | Peking: · ploegenachtervolging · Melbourne: · achtervolging · omnium |                                                    |
| 2011 |                                              | omnium               | omnium |    | Manchester: · omnium                                                 |                                                    |
| 2012 |                                              |                      |        |    |                                                                      |                                                    |
| 2013 | ploegenachtervolging · puntenkoers · scratch | scratch · ploegkoers |        |    |                                                                      | 6daagse Firenzuola                                 |
| 2014 | ploegkoers · ploegenachtervolging            |                      |        |    |                                                                      | Gemenebestspelen: · scratch · ploegenachtervolging |

### Wegwielrennen

#### Palmares
2011
4e etappe Mi-Août en Bretagne
2013
2e etappe An Post Rás
2019
2e etappe Ronde van Tsjechië
2020
 Nieuw-Zeelands kampioen op de weg, Elite

#### Resultaten in voornaamste wedstrijden
| Jaar | Ronde van Italië | Ronde van Frankrijk | Ronde van Spanje |
| ---- | ---------------- | ------------------- | ---------------- |
| 2015 |                  |                     |                  |
| 2016 |                  | opgave              |                  |
| 2017 |                  |                     |                  |
| 2018 |                  |                     |                  |
| 2019 |                  |                     | 151e             |
| 2020 |                  |                     |                  |
| 2021 |                  |                     |                  |
| 2022 |                  |                     |                  |
| 2023 |                  |                     |                  |

| Jaar | Gent-Wevelgem | Ronde van Vlaanderen | Parijs-Roubaix | Parijs-Tours |  | WK op de weg |  | Wereldranglijsten |
| ---- | ------------- | -------------------- | -------------- | ------------ |  | ------------ |  | ----------------- |
| 2015 |               | opgave               | buit.tijd      | 106e         |  |              |  |                   |
| 2016 |               | opgave               | 82e            | opgave       |  |              |  |                   |
| 2017 |               |                      |                |              |  |              |  | 429e (UWT)        |
| 2018 |               |                      |                |              |  |              |  |                   |
| 2019 |               |                      |                |              |  | opgave       |  |                   |
| 2020 |               |                      |                |              |  |              |  |                   |
| 2021 |               |                      |                |              |  | opgave       |  |                   |
| 2022 |               |                      |                | opgave       |  |              |  |                   |
| 2023 | opgave        | opgave               | opgave         | buit.tijd    |  |              |  |                   |

## Ploegen
- 2012 –  Marco Polo Cycling Donckers Koffie
- 2013 –  An Post-Chainreaction
- 2014 –  An Post-Chainreaction
- 2015 –  Bora-Argon 18
- 2016 –  Bora-Argon 18
- 2017 –  BORA-hansgrohe
- 2018 –  Aqua Blue Sport
- 2019 –  EvoPro Racing (tot 10 april)
- 2019 –  BORA-hansgrohe (vanaf 11 april)
- 2020 –  Deceuninck–Quick-Step
- 2021 –  Deceuninck–Quick-Step
- 2022 –  BORA-hansgrohe
- 2023 –  BORA-hansgrohe

Archbold · Bennett · Downey · Eeckhout · Franssen · Frend · Gate · Ghyllebert · McLaughlin · McNally · O'Shea · Van Vooren · Vanden Bak · Vereecken · Vermote · Wilson · Wytinck
Archbold · Christie · Claeys · Doull · Downey · Dunne · Franssen · Frend · Gate · R.-J. McCarthy · McNally · Mullen · O'Shea · Traksel · Vanden Bak · Wilson · McCarth (stagiair)
Archbold · Bárta · Bauhaus · Benedetti · Bennett · Buchmann · Dempster · Huzarski · Konrad · Matzka · Mendes · Nerz · Pfingsten · Salerno · Schillinger · Schorn · Schwarzmann · Thurau · Thwaites · Voss · Mühlberger (stagiair) · Pöstlberger (stagiair)
Archbold · Bárta · Bauhaus · Benedetti · Bennett · Buchmann · Dempster · Herklotz · Huzarski · Konrad · Matzka · Mendes · Mühlberger · Nerz · Pfingsten · Pöstlberger · Schillinger · Schwarzmann · Selig · Thwaites · Voss
Ackermann · Archbold · Bárta · Baška · Benedetti · Bennett · Bodnar · Buchmann · Burghardt · Herklotz · Kolář · König · Konrad · Majka · McCarthy · Mendes · Mühlberger · Pelucchi · Pfingsten · Poljański · Pöstlberger · J. Sagan · P. Sagan    · Saramotins · Schillinger · Schwarzmann · Selig
Archbold · Blythe · Brammeier · Christian · Denifl · Dunbar · Dunne · Fenn · Gate · Hansen · Koning · Kreder · Pearson · Pedersen · Warbasse · Watson
Ackermann · Baška · Benedetti · Bennett · Bodnar · Buchmann · Burghardt · Drucker · Formolo · Gatto · Großschartner · Kennaugh · König · Konrad · Majka · McCarthy · Mühlberger · Oss · Pfingsten · Poljański · Pöstlberger · J. Sagan · P. Sagan · Schachmann · Schillinger · Schwarzmann · Selig
Alaphilippe  · Almeida · Archbold · Asgreen · Bagioli · Ballerini · Bennett · Cattaneo · Cavagna · Declercq · Devenyns · Evenepoel   · Garrison · Hodeg · Honoré · Jakobsen · Jungels · Keisse · Knox · Lampaert · Masnada · Mørkøv · Sénéchal · Serry · Steels · Steimle · Štybar · Van Lerberghe · Quinn (stagiair) · Vansevenant (stagiair)
Alaphilippe  · Almeida · Archbold · Asgreen · Bagioli · Ballerini · Bennett · Cattaneo · Cavagna · Cavendish · Černý · Declercq · Devenyns · Evenepoel · Garrison · Hodeg · Honoré · Jakobsen · Keisse · Knox · Lampaert · Masnada · Mørkøv · Sénéchal · Serry · Steels · Steimle · Štybar · Van Lerberghe · Vansevenant · Osborne (stagiair) · Van Tricht (stagiair)
Aleotti · Archbold · Benedetti · Bennett · Buchmann · Fabbro · Gamper · Großschartner · Haller · Higuita · Hindley · Kämna · Kelderman · Koch · Konrad · Laas · Lührs · Meeus · Mullen · Palzer · Politt · Pöstlberger · Schachmann · Schelling · Uijtdebroeks · van Poppel · Vlasov · Walls · Wandahl · Zwiehoff · Lipowitz (stagiair)
Aleotti · Archbold · Benedetti · Bennett · Buchmann · Denz · Fabbro · Gamper · Haller · Higuita · Hindley · Jungels · Kämna · Koch · Konrad · Koretzky · Lipowitz · Lührs · Meeus · Mullen · Palzer · Politt · Schachmann · Schelling · Uijtdebroeks · van Poppel · Vlasov · Walls · Wandahl · Zwiehoff